# Antonio Rodríguez de León
Antonio Rodríguez de León y López de Heredia fou un periodista, governador civil, poeta, crític literari, traductor i prosista que va néixer en Villanueva del Duque (Còrdova), en 1896 i morí el 30 de desembre de 1965.
Periodista vocacional va començar la seva carrera a les pàgines de "El Sol" de Madrid, treballant també a “El Liberal” de Sevilla.

## Governador civil a Ciudad Real
Per la seva amistat amb Diego Martínez Barrio, entra en política, en el partit d'Alejandro Lerroux, la qual cosa li va portar l'any 1933 a ser nomenat governador civil de la província de Ciudad Real. Durant 8 mesos, en els quals es va desvetllar per la lluita contra l'atur obrer, entre d'altres, dimiteix després de la dimissió del seu amic Diego Martínez Barrio, dimiteix com a governador civil de Ciudad Real, reincorporant-se de nou a la redacció madrilenya del Sol. Cal destacar l'homenatge que la població manxega va fer a Rodríguez de León.

## Governador civil de Còrdova
Torna a la política al febrer de l'any 1936 prenent possessió el 21 de febrer de 1936 fins al 18 de juliol de 1936. Pertanyent a Unió Republicana, per tant a la coalició del Front Popular, durant el seu mandat com a governador de Còrdova es va distingir per la seva imparcialitat.
No va acceptar de bon grat el nomenament de l'alcalde socialista de Còrdova Manuel Sánchez Badajoz a causa de la seva actuació en prendre possessió de l'alcaldia després d'assaltar l'Ajuntament. Això va motivar que en els mesos que van tenir tots dos mandataris en els seus càrrecs existissin relacions poc fluides.
Mitjancer en nombrosos conflictes socials, va exigir als propietaris que donessin treball als jornalers, i a aquests que respectessin la propietat privada. Va tenir un destacat paper en la resolució de les vagues i tancaments en la conca minera de Peñarroya-Pueblonuevo. Es va bolcar també a solucionar els problemes del seu poble natal i dels miners de l'entorn davant la terrible crisi provocada pel tancament de les mines.

### Aixecament militar del 18 de juliol
En iniciar-se la Guerra Civil el 18 de juliol de 1936 va romandre a la seu del govern fins que aquest va ser canonejat pels militars revoltats, després d'aquest fet va rendir la ciutat al coronel Cascajo. Encara que alguns comentaris li atribueixen una posició ambigua enfront dels republicans i els revoltats, ell es va limitar a complir les ordres que arribaven des del govern de la nació per no proporcionar armes a la població, d'aquesta manera no va acceptar en cap moment les propostes dels diputats que li pressionaven a la seu del govern civil perquè ho fes.
Va ser també pressionat perquè no lliurés el govern als rebels per l'alcalde de Còrdova Manuel Sánchez Badajoz, el president de la Diputació José Guerra Lozano, els diputats socialistes Vicente Martín Romera i Manuel Castro Molina, Pedro Ruiz Santaella company de partit i president d'Unió Republicana i l'ex-diputat Joaquín García-Hidalgo. La situació era insostenible davant la diferència de forces, a la primera canonada dels rebels Vicente Martín Romera, José Guerra Lozano i Manuel Sánchez Badajoz entre altres van fugir del govern civil deixant pràcticament so Rodríguez de León, qui va signar la rendició hores més tard.
No va ser detingut pels insurrectes com les altres personalitats, quedant retingut aquella mateixa tarda al costat de la seva família a l'Hotel Simón, des d'on l'hi van portar en dues ocasions a la presó, la primera per sospites d'haver parlat amb el govern de Madrid, per acabar passant en total vuit dies arrestat. Després de ser alliberat pels insurrectes va marxar a Sevilla.

## Després de la Guerra Civil
Després de la guerra va col·laborar amb el periòdic "Espanya", de Tànger, i la revista: "Setmana", exercint brillantment la crítica teatral i cinematogràfica, que signava, en el primer dels periòdics citats, amb el pseudònim de "Sergio Nerva". Va destacar també com a traductor d'obres en portuguès, francès i anglès.
Va pertànyer a la redacció d'ABC de Madrid, on va exercir diverses funcions. En 1954 va ser nomenat cap de col·laboracions, passant després a cap de l'arxiu, càrrec que exercia en morir el 30 de desembre de 1965.
Membre de la Reial Acadèmia de Ciències, Belles Lletres i Nobles Arts de Còrdova des de l'any 1954 i de l'Institut Internacional de Teatre de la UNESCO (1960), va ser guardonat en 1958 amb el Premi Nacional de la Crítica Teatral.
Va ser reconegut per la seva independència, arribant a tenir disputes amb empresaris teatrals de l'època, arribant a l'agressió física per part d'aquest després de denunciar les pràctiques empresarials de l'empresari. Rodríguez de León és condemnat i encara que ho recorrí al Tribunal Suprem, morí sense conèixer la resolució.